# Loriot (humoriste)
Bernhard Victor Christoph Carl von Bülow, ou Vicco von Bülow né le 12 novembre 1923 à Brandebourg-sur-la-Havel et mort le 22 août 2011 à Ammerland au lac de Starnberg) est un humoriste allemand, connu sous son nom d’artiste, Loriot (d’après l’oiseau du même nom figurant sur ses armoiries familiales).

## Biographie
Ses dessins animés et ses sketches l’ont rendu célèbre peu à peu, à partir de 1976 où la télévision a diffusé une série, aussi appelée Loriot.
Il est inhumé à Berlin, au cimetière Waldfriedhof Heerstrasse.

## Distinctions & Récompenses
- 1943 : Croix de fer de seconde classe
- 1943 : Croix de fer de première classe
- 1968 : Citation d'honneur au Prix Adolf Grimme
- 1973 : Prix Adolf Grimme en Argent
- 1974 : Croix de grand officier de l'Ordre du Mérite de la République fédérale d'Allemagne
- 1985 : Prix littéraire de Cassel
- 1986 :  prix Max et Moritz de la meilleure publication de bande dessinée pour Pierre et le Loup (avec Jörg Müller)
- 1993 : Bambi
- 1993 : Membre de l'Académie bavaroise des beaux-arts
- 1997 : Membre de l'Académie des arts de Berlin
- 2010 : Étoile sur le Boulevard des stars (Berlin)

## Filmographie partielle
- 1959 :  Le Pont
- 1961 : Le Miracle du père Malachias (Das Wunder des Malachias) de Bernhard Wicki
- 1962 : Le jour le plus long
- 1988 : Ödipussi (de)
- 1991 : Attention, Papa arrive ! (de)